# Свети Илия (Власина рид)
„Свети Илия“ (на сръбски: Храм св. пророка Илије) е православна църква в сурдулишкото село Русце (Власина рид, югоизточната част на Сърбия. Част е от Вранската епархия на Сръбската православна църква.

## История
Църквата е разположена на възвишението от западната страна на Власинското езеро. Камбанарията е от 1937 година. В 1996 – 2002 година е направено пълно обновление на храма, като е реставриран и иконостасът с 37 икони, дело на дебърския майстор Георги Зографски.